# Francesco Sessa
Ne pas confondre avec Francesco Sessa (avocat).
Francesco Sessa (né en 1535 à Daverio et mort après 1602 à Milan) est un homme politique lombard, issu d'une famille noble. Il détient le titre de patrizio milanese et appartient au Sénat de Milan de 1589 à 1597.

## Biographie
Francesco Sessa est désigné sur des documents paroissiaux retrouvés en 2007 comme le parrain de Michelangelo Merisi, qui devient célèbre sous le nom de Caravage.